# Травля: со взрослыми согласовано
Тра́вля: со взро́слыми согласо́вано — книга и интернет-проект московского педагога, специалиста по вопросам травли Светланы Моториной.

## История
Московский педагог Светлана Моторина не задумывалась о проблеме школьного буллинга — до тех пор, пока в школе не началась травля её сына. Попытка вмешаться привела к тому, что объектом травли стала уже сама Светлана. Школу пришлось сменить, но просто так оставить и забыть пережитый опыт Светлана не смогла. Для начала она решила изучить, какие ещё люди и по каким причинам сталкиваются с травлей. В результате набралось несколько десятков серьёзных документальных историй, из которых было отобрано 40. Именно они и составили основу будущей книги.
Книга вышла в 2021 году и сразу привлекла внимание читателей и специалистов.

## Идея
Книга говорит о тщательно замалчиваемой проблеме. Учителя зачастую хорошо знают о травле в своих классах, но ничего не предпринимают. Стремится всё «замести под ковёр» и школьное руководство. Нередки случаи, когда учителя сами участвуют в травле или запускают её. При этом существуют школы, в которых данная проблема полностью решена — просто потому, что руководство поставило перед собою такую цель. Следовательно, проблема решаема и на общегосударственном уровне.
Ещё один важный момент — жертва не виновата в том, что её травят. Нет никаких особенных характеристик, которые делают из их обладателей жертву. Жертвой травли может стать кто угодно.
Очень важна и поддержка семьи: многие проблемы не только не решаются внутри семьи, но и имеют её своим истоком.

## Развитие
После выхода книги количество историй, собранных и проанализированных Светланой Моториной, возросло. Светлана подчёркивает, что она всегда проводит фактчекинг сообщаемой информации, лично беседует с жертвами травли. В результате было принято решение открыть канал «Травля: со взрослыми согласовано» в интернете, а также канал «Учимся учить иначе».
Светлана принимает активное участие в подготовке законопроекта о школьной травле, который встретил как критику, так и поддержку.

## Комментарии
1. ↑  На обложке книги без знаков препинания[1], на сайте издателя — с двоеточием[2], в авторитетных источниках также встречается вариант с точкой: Травля. Со взрослыми согласовано[3][4][5].